# Äventyrsbad

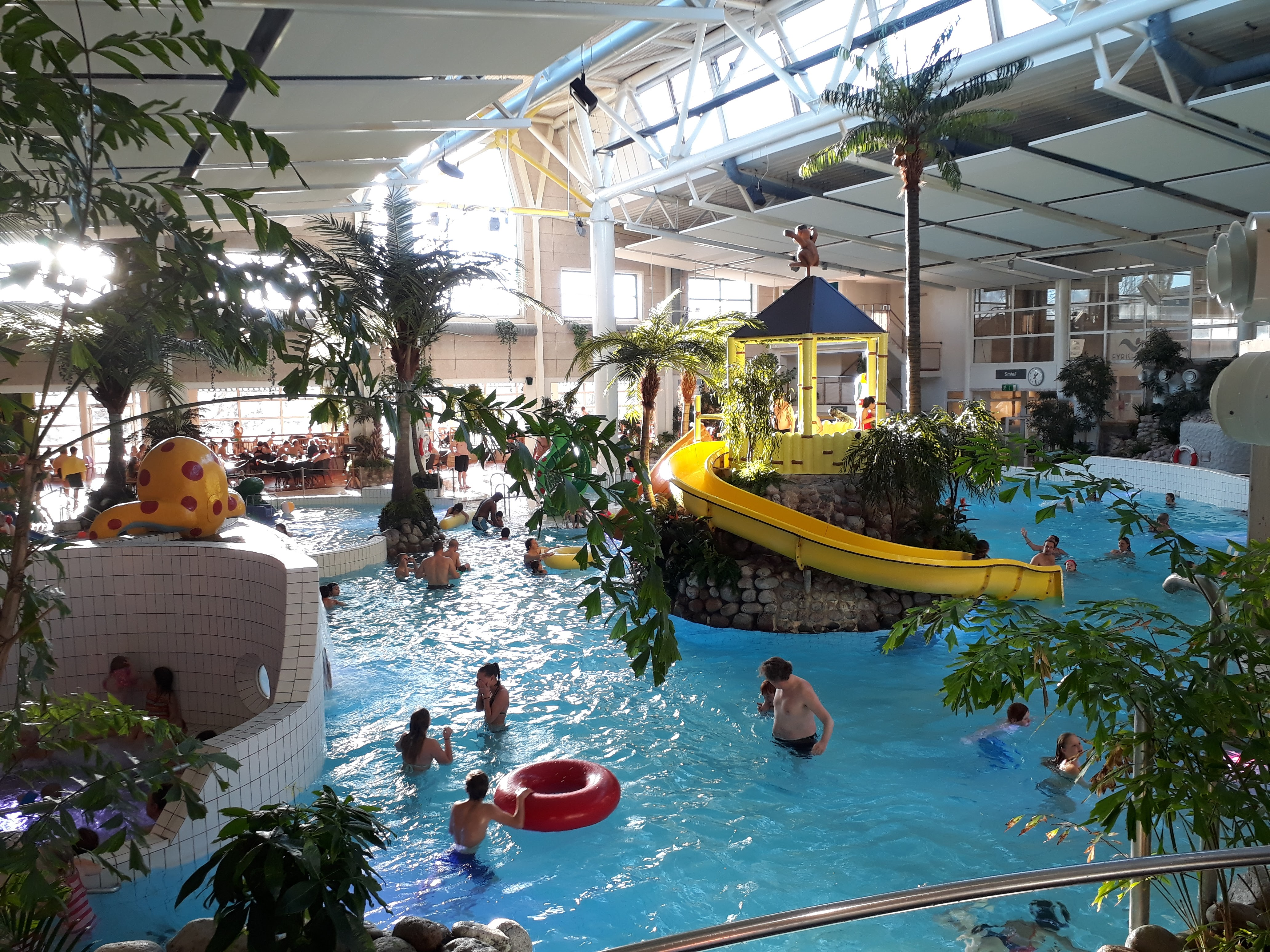
Fyrishovs äventyrsbad i Uppsala.

Ett äventyrsbad, även kallat vattenpark eller vattenland, är en anläggning för inom- eller utomhusbad som har fler underhållningstillgångar än ett vanligt motionsbad, till exempel vågmaskin. Äventyrsbaden introducerades i slutet av 1940-talet, och det första inomhusäventyrsbadet i världen öppnades 1985 i Edmonton, Kanada.[källa behövs] Ordet är belagt i svenska språket sedan 1987. I vissa fall har äventyrsbassängerna samma form som vanliga simbassänger, men kan även ha böjda former med varierande vattendjup. Grottor och simulerade vattenfall är vanliga inslag i äventyrsbad. Utöver det är miljöerna ofta utsmyckade med plastträd och växter för att skapa en exotisk atmosfär.